# Медовий місяць (фільм, 1991)
«Медовий місяць» — радянський художній фільм 1991 року, знятий режисером Сергієм Івановим на студії «Панорама».

## Сюжет
Фільм розповідає про перші кроки «діяльності» рекетира-початківця, який намагається вдосконалити політику оподаткування трудящих. Перша його справа — збирання данини з власників пасік — зіштовхує новоявленого гангстера з низкою несподіванок та неабияких проблем.

## У ролях
- Борислав Брондуков — головна роль
- Майя Булгакова — головна роль
- Сергій Іванов — головна роль
- Маргарита Криницина — роль другого плану
- Любов Поліщук — роль другого плану
- Лесь Сердюк — роль другого плану
- Федір Стуков — роль другого плану

## Знімальна група
- Режисер — Сергій Іванов
- Сценарист — Олег Ремпінський
- Оператор — Валерій Рожко